# VINTAGE A
『VINTAGE A』（ヴィンテージ・エー）は、林原めぐみの2枚目のベスト・アルバム。2000年6月21日にスターチャイルドから発売された。2005年3月16日に再発売された。

## 背景
『VINTAGE S』と『VINTAGE A』に共通するテーマは「10年経っても聴きたい曲」。
前作『VINTAGE S』から約2ヶ月ぶりに発売された2作目のベスト・アルバム。1991年から1999年までにリリースされた林原めぐみ名義のアルバムから、自身がセレクトした全17曲が収録された。
前作がシングルを中心とした作品であったのに対し、本作はアルバム収録曲、リメイク・カヴァー曲が主体となっている。なお、林原自ら作詞しオリジナル・アルバムに収録されていなかった「hesitation」も収録されている。前作では林原自身の作詞楽曲が半分以上あったのに対し、本作では数曲に抑えられているが、作曲・作詞両方手掛けた曲もセレクトされている。
「撮りおろし『林原めぐみお宝ビデオ』」と題されたVHSテープが付属した。なお2005年3月16日、オリジナル・アルバム『Half and, Half』から『ふわり』および『VINTAGE S』とともに再発され、初回限定盤仕様（2枚組プラケース・紙BOX収納仕様）で、「撮りおろし『林原めぐみお宝DVD』」と題されたDVDが付属した。

## 収録曲
| #         | タイトル                                 | 作詞        | 作曲        | 編曲                                | 時間  |
| --------- | ---------------------------------------- | ----------- | ----------- | ----------------------------------- | ----- |
| 1.        | 「夜明けのShooting Star」                | 辛島美登里  | 辛島美登里  | 矢萩秀明                            | 4:51  |
| 2.        | 「私にハッピーバースデイ」               | 松葉美保    | 佐藤英敏    | Vink                                | 4:07  |
| 3.        | 「がんばって!」                          | 有森聡美    | 石川Kanji   | Vink                                | 4:04  |
| 4.        | 「街へ出よう」                           | 伊藤千夏    | 伊藤千夏    | 矢吹俊郎                            | 3:45  |
| 5.        | 「ふわり」                               | MEGUMI      | MEGUMI      | 岩本正樹                            | 4:43  |
| 6.        | 「HOW HOW BEAR」                         | 松葉美保    | 松葉美保    | 林有三                              | 4:20  |
| 7.        | 「Bon Voyage!」                          | 岡崎律子    | 岡崎律子    | 岩本正樹 コーラスアレンジ：岡崎律子 | 4:22  |
| 8.        | 「Tokyo Boogie Night <New Recording>」   | 渡辺なつみ  | 原一博      | 岡田徹                              | 2:59  |
| 9.        | 「hesitation」                           | MEGUMI      | 矢吹俊郎    | 矢吹俊郎                            | 4:49  |
| 10.       | 「真夏のバレンタイン」                   | 西脇唯      | 久保浩二    | 古川貴司                            | 4:26  |
| 11.       | 「Dance with me…最後の楽園」             | 島エリナ    | 西岡治彦    | 丸尾めぐみ・飯塚昌明                | 4:42  |
| 12.       | 「心のプラネット <NUKU NUKU Version>」   | 小坂恭子    | 松田弘      | B.C.GUYS                            | 5:26  |
| 13.       | 「Good Luck!」                           | 岡崎律子    | 岡崎律子    | 光宗信吉 コーラスアレンジ：岡崎律子 | 4:32  |
| 14.       | 「魂のルフラン <Aqua Groove Mix>」       | 及川眠子    | 大森俊之    | 大森俊之                            | 5:30  |
| 15.       | 「FLY ME TO THE MOON <AYANAMI Version>」 | Bart Howard | Bart Howard | Toshiyuki Ohmori                    | 4:31  |
| 16.       | 「Thirty」                               | MEGUMI      | MEGUMI      | 岩本正樹                            | 4:54  |
| 17.       | 「君のAnswer」                           | 吉元由美    | 西岡治彦    | 西岡治彦                            | 3:54  |
| 合計時間: | 合計時間:                                | 合計時間:   | 合計時間:   | 合計時間:                           | 75:55 |

## 初出
| 収録アルバム                  | 曲名                                         | タイアップ                                                                                     | 発売日         | 品番       | 備考                        |
| ----------------------------- | -------------------------------------------- | ---------------------------------------------------------------------------------------------- | -------------- | ---------- | --------------------------- |
| 1stアルバム『Half and, Half』 | M-10「真夏のバレンタイン」                   | （なし）                                                                                       | 1991年3月21日  | KICS-100   |                             |
| 1stアルバム『Half and, Half』 | M-17「君のAnswer」                           | （なし）                                                                                       | 1991年3月21日  | KICS-100   |                             |
| 2ndアルバム『WHATEVER』       | M-1「夜明けのShooting Star」                 | OVA『機動戦士ガンダム0080 ポケットの中の戦争』イメージソング                                   | 1992年3月5日   | KICS-176   |                             |
| 2ndアルバム『WHATEVER』       | M-8 「Tokyo Boogie Night <New Recording>」   | TBSラジオ他『林原めぐみのTokyo Boogie Night』初代エンディングテーマ                            | 1992年3月5日   | KICS-176   | 原曲：本多知恵子&林原めぐみ |
| 3rdアルバム『Perfume』        | M-2「私にハッピーバースデイ」                | OVA『万能文化猫娘』第1期オープニングテーマ                                                     | 1992年8月5日   | KICS-215   |                             |
| 3rdアルバム『Perfume』        | M-6「HOW HOW BEAR」                          | （なし）                                                                                       | 1992年8月5日   | KICS-215   |                             |
| 4thアルバム『SHAMROCK』       | M-3「がんばって!」                           | OVA『万能文化猫娘』イメージソング                                                              | 1993年8月21日  | KICS-345   |                             |
| 5thアルバム『SPHERE』         | M-7「Bon Voyage!」                           | OVA『MINKY MOMO IN 旅立ちの駅』主題歌                                                          | 1994年7月2日   | KICS-430   |                             |
| 5thアルバム『SPHERE』         | M-11「Dance with me…最後の楽園」             | （なし）                                                                                       | 1994年7月2日   | KICS-430   |                             |
| 6thアルバム『Enfleurage』     | M-4「街へ出よう」                            | ラジオ番組『MEGU・OMO 街へ出よう』テーマ曲                                                     | 1995年3月3日   | KICS-475   |                             |
| 6thアルバム『Enfleurage』     | M-12「心のプラネット <NUKU NUKU Version>」   | OVA『万能文化猫娘』イメージソング                                                              | 1995年3月3日   | KICS-475   | 原曲：絵里香                |
| 7thアルバム『Bertemu』        | M-15「FLY ME TO THE MOON <AYANAMI Version>」 | テレビアニメ『新世紀エヴァンゲリオン』エンディングテーマ                                       | 1996年11月1日  | KICS-590   | 原曲：CLAIRE                |
| 8thアルバム『Irāvatī』        | M-13「Good Luck!!」                          | （なし）                                                                                       | 1997年8月6日   | KICS-640   |                             |
| 8thアルバム『Irāvatī』        | M-14「魂のルフラン <Aqua Groove Mix>」       | 東映配給アニメ映画『新世紀エヴァンゲリオン劇場版 シト新生』主題歌                              | 1997年8月6日   | KICS-640   | 原曲：高橋洋子              |
| 8thアルバム『Irāvatī』        | M-16「Thirty」                               | （なし）                                                                                       | 1997年8月6日   | KICS-640   |                             |
| 9thアルバム『ふわり』         | M-5「ふわり」                                | （なし）                                                                                       | 1999年10月27日 | KICS-755   |                             |
| その他                        | M-9「hesitation」                            | OVA「またまたセイバーマリオネットJ Program:26 プラズマティック・クライシス」オープニングテーマ | 1998年6月18日  | KICA-406/7 |                             |